# Goldener Hut von Schifferstadt

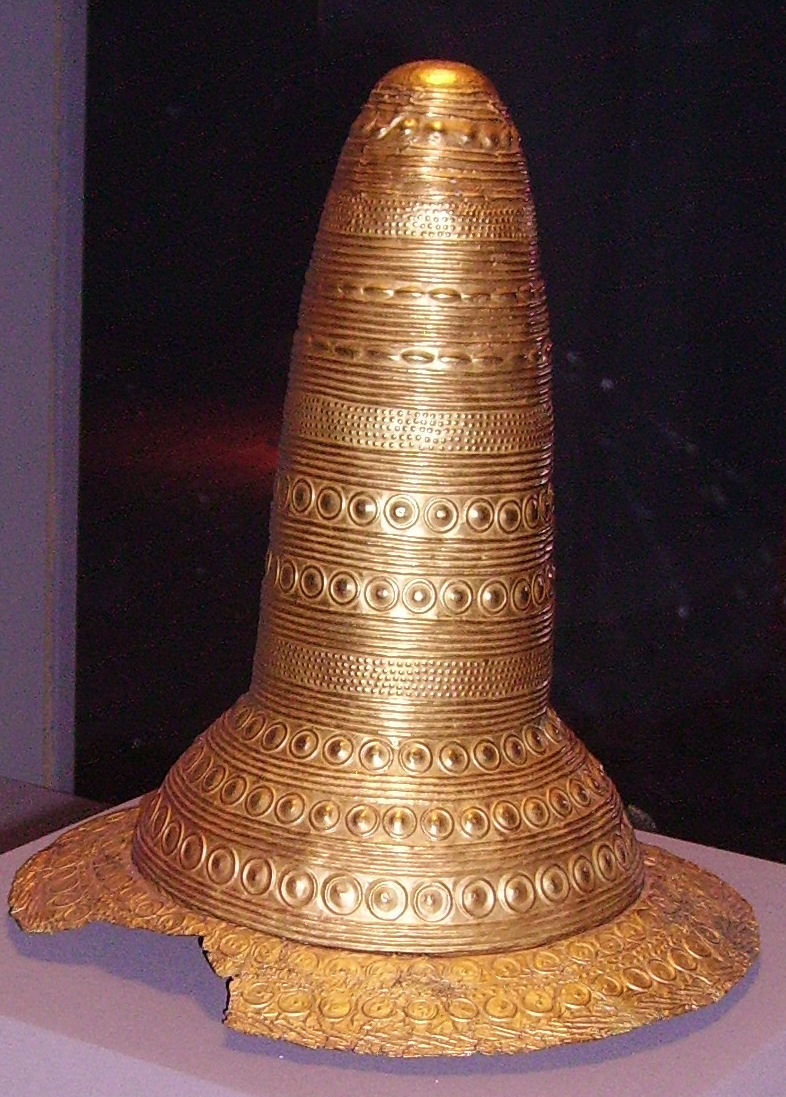
Original im Historischen Museum der Pfalz in Speyer

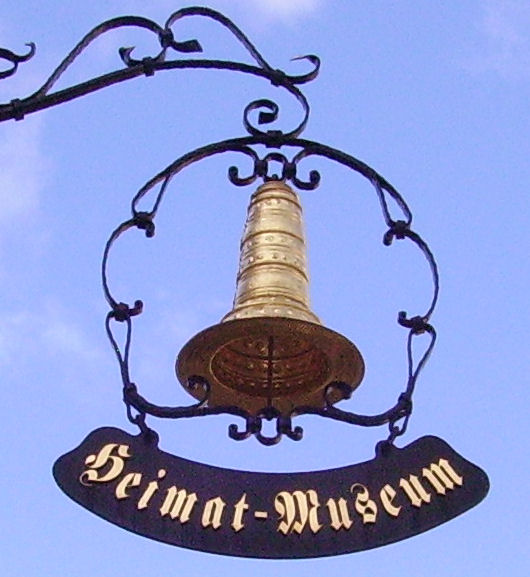
Nasenschild am Heimatmuseum von Schifferstadt, das eine Nachbildung besitzt

Der Goldene Hut von Schifferstadt wurde 1835 bei Feldarbeiten auf einem Acker bei der Stadt Schifferstadt, Rhein-Pfalz-Kreis, gefunden. Das Artefakt aus der Bronzezeit besteht aus dünnem Goldblech und diente als äußere Verkleidung einer Kopfbedeckung mit Krempe und Kinnriemen, die vermutlich aus organischem Material bestand und das außenliegende, dünne Goldblech mechanisch stabilisierte.

## Einordnung
Das Exemplar aus Schifferstadt ist der älteste und erste Fund aus einer Reihe von inzwischen vier bekannten kegelförmigen Goldblechhüten aus der Bronzezeit, die im Verlauf des 19. und 20. Jahrhunderts im süddeutschen Raum (Berliner Goldhut, Goldblechkegel von Ezelsdorf-Buch) und in Frankreich (Goldblechkegel von Avanton) in mehr oder weniger gutem Erhaltungszustand gefunden wurden. Bis auf eine Beschädigung an der Hutkrempe ist das Schifferstadter Stück vollständig erhalten.
Anhand dreier mitgefundener Absatzbeile aus Bronze und eines Ornamentvergleichs mit anderen Fundstücken wird der Zeitpunkt seiner Herstellung auf ca. 1400 bis 1300 v. Chr. datiert.
Man geht heute davon aus, dass die Goldhüte als religiöse Insignien von Göttern bzw. von Priestern eines in der späten Bronzezeit in Zentraleuropa verbreiteten Sonnenkultes dienten. Diese Auffassung wird durch die bildliche Darstellung eines als Kegelhut interpretierten Gegenstands auf einer Steinplatte aus dem Grab von Kivik in Schonen, Südschweden, in eindeutig religiös-kultischem Zusammenhang untermauert.
Nach teilweiser Entschlüsselung des Ornamentkanons der kegelförmigen Goldhüte vom Typus Schifferstadt schreibt man den Goldblechkegeln heute neben ihrer repräsentativ-kultischen Funktion weitreichende Kalendereigenschaften zu. Ob sie faktisch als Kalender genutzt wurden oder ob sie das zugrundeliegende astronomische Wissen lediglich darstellen, ist ungeklärt.

## Beschreibung

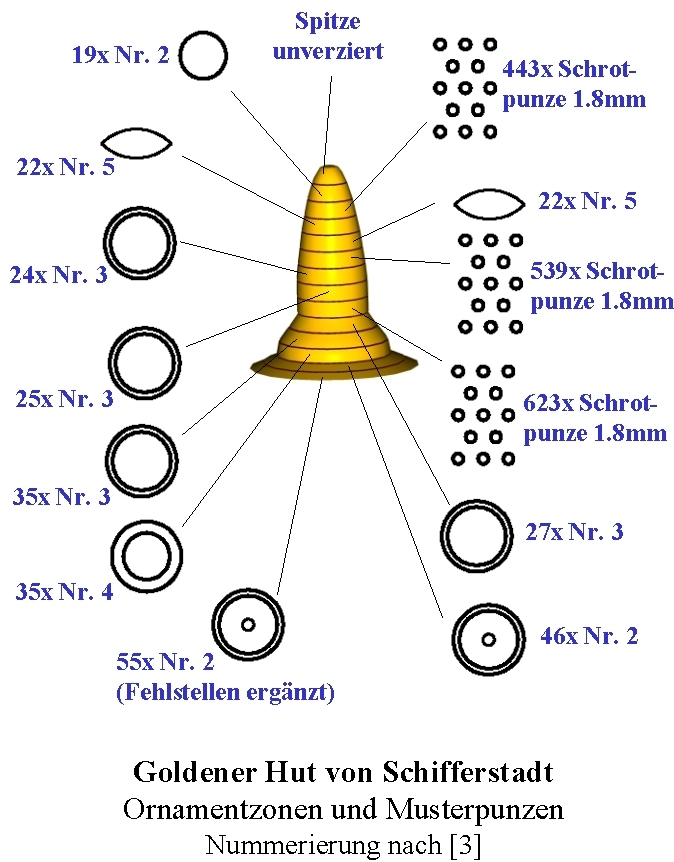
Goldener Hut von Schifferstadt: Ornamentbänder und zugehörige Stempelmuster

Der Goldene Hut von Schifferstadt ist ein ornamental in Horizontalbänder gegliederter und mit Punzstempeln verzierter, etwa 350 Gramm schwerer Goldhut. Er weist eine stumpfe, unverzierte Spitze auf und besitzt einen kurzen, gedrungenen Schaft mit abgesetzter Kalotte und breiter Krempe. Der Goldhut ist insgesamt 29,6 cm hoch und hat am Fuß einen Durchmesser von etwa 18 cm. Die Krempe ist etwa 4,5 cm breit. 
Das Blech des Hutes wurde bei der Herstellung im Bereich der Krempe um einen – nach der Auffindung verlorengegangenen – Kupferdraht gerändert, um für zusätzliche mechanische Stabilität zu sorgen.
Der goldene Hut ist über die ganze Länge durch horizontale Zier- und Rahmenbänder gegliedert und flächendeckend ornamentiert. Dabei wurden fünf verschiedene Musterpunzen und eine Schrotpunze verwendet, um die horizontalen Bänder systematisch mit sich wiederholenden, gleichartigen Stempelmustern zu verzieren. 
Die visuelle Trennung der einzelnen Ornamentbänder wurde durch Ringrippen oder Bänder, die mit der Schrotpunze verziert wurden, realisiert. In den Ornamentbändern finden sich hauptsächlich Scheiben- und Kreismotive, die über einen kreisförmigen Innenbuckel verfügen und mit bis zu sechs Außenringen eingefasst sind.
Als Besonderheit ist das Auftreten zweier Zierbänder mit Augenmustern zu nennen, die in ähnlicher Form auch bei den Goldenen Hüten von Ezelsdorf-Buch und Berlin beobachtet werden können. Die Kegelspitze ist im Gegensatz zu den anderen gefundenen Goldblechkegeln nicht von einem Stern bekrönt, sondern völlig schmucklos.
Eine Übersicht über die Gestalt des Schifferstädter Goldhutes sowie Art und Anzahl der in den jeweiligen Hauptornamentzonen verwandten Musterpunzen zeigt die nebenstehende Abbildung.

## Kalenderfunktion
Nach Ansicht Wilfried Menghins weisen die Goldhüte vom Typus Schifferstadt, zu denen auch der Ezelsdorfer Goldblechkegel gehört, eine systematische Abfolge in Anzahl und Art der in den einzelnen Ornamentbändern verwandten Ornamente auf. Basierend auf Untersuchungen am vollständig erhaltenen Berliner Goldhut hat sich herausgestellt, dass auf den Goldhüten ein astronomischer Kalender auf Basis eines lunisolaren Systems möglich ist.  
Für einen allgemeinen Überblick über die Charakteristik und Funktionalität der Kalenderfunktionen eines bronzezeitlichen Goldhutes vom Typus Schifferstadt siehe Goldhüte.

## Fundort und Fundgeschichte

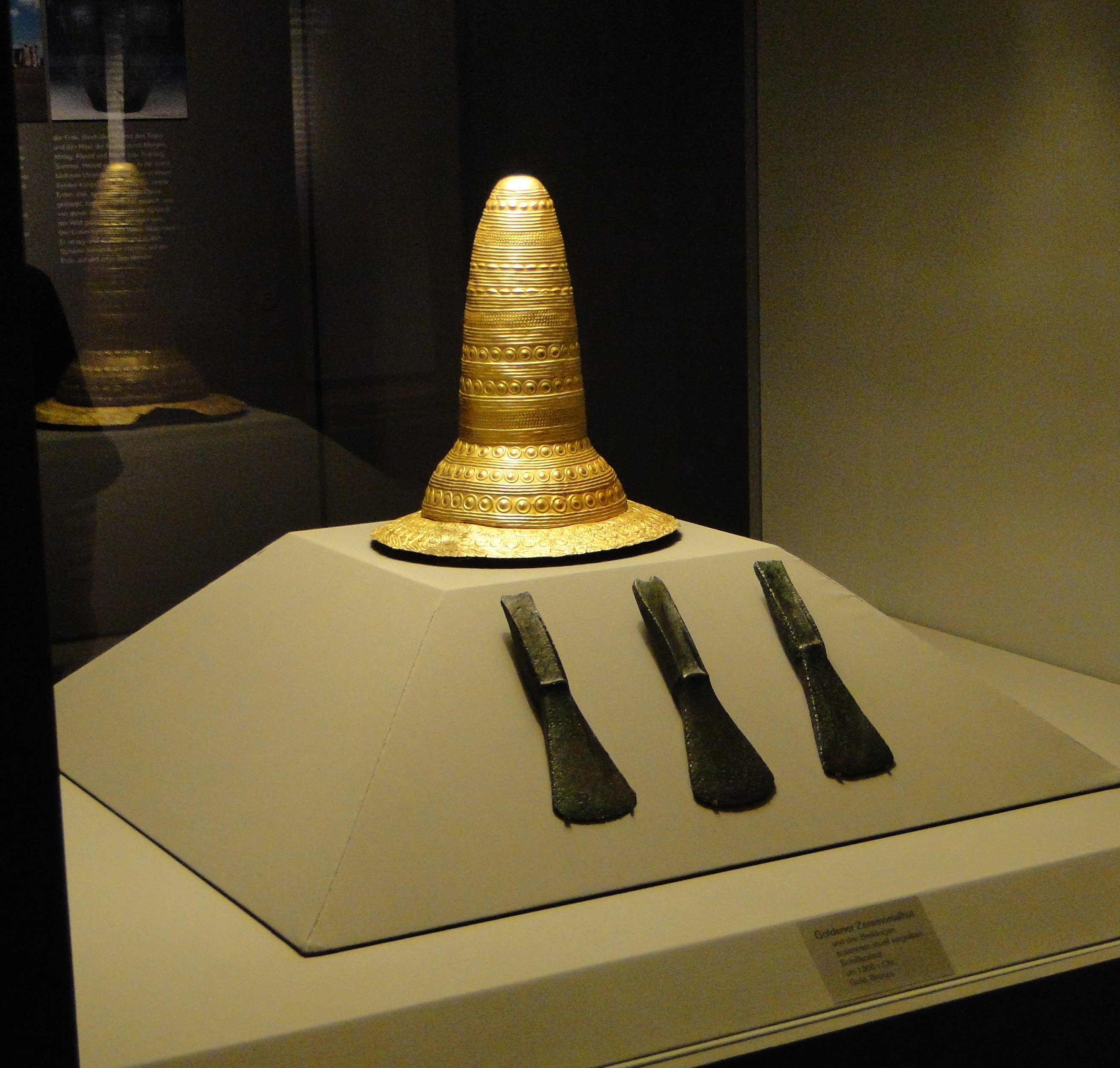
„Goldener Hut“ mit erhaltenen Beifunden: drei Absatzbeile

Der Goldene Hut von Schifferstadt wurde am 29. April 1835 bei Feldarbeiten in der Gewann Reuschlache etwa einen Kilometer nördlich der Ortschaft Schifferstadt gefunden. Der Fund wurde bereits am nächsten Tag an die Regierungsbehörden in Speyer, das damals zum Königreich Bayern gehörte, übergeben. 
Die beobachteten und rekonstruierbaren Umstände weisen auf eine kultische Deponierung hin: Der Hut wurde aufrecht stehend in etwa 60 cm Tiefe vergraben. Die Hutspitze ragte bis dicht unter die Erdoberfläche; der Hut selbst stand bei der Auffindung auf einer Platte aus schwach gebranntem Ton. Der Goldblechkegel selbst war innen mit Erde oder einem Erde-Asche-Gemisch verfüllt, welches nicht erhalten ist. 
Die ebenfalls nicht erhaltene Tonplatte, die bei der Bergung des Hutes zerbröselte, war auf einer etwa ein Zoll dicken Sandschicht in einer „rechteckigen etwa 60 cm in den Letten eingetieften Grube“ platziert. An den Hut angelehnt wurden drei bronzene Absatzbeile gefunden, die bis heute erhalten sind.

## Herstellung
Das Artefakt wurde als Treibarbeit aus einer Goldlegierung mit 86,37 % Au, 13 % Ag, 0,56 % Cu und 0,07 % Sn in einem Stück hergestellt und weist im Bereich von Schaft und Kalotte eine mittlere Wandstärke von 0,20 mm bis 0,25 mm auf. Die Krempe ist wesentlich dünner ausgetrieben und weist eine mittlere Wandstärke von nur 0,08 bis 0,13 mm auf. Es wird daher davon ausgegangen, dass die Krempe noch in antiker Zeit nachbearbeitet worden ist. 
Das Goldgewicht des Goldhutes entspricht einem Goldwürfel von etwa 2,5 cm Kantenlänge als Ausgangsmaterial. Dieser Goldrohling wurde während des Bearbeitungsprozesses auf etwa Schreibmaschinenpapierdicke ausgeschmiedet.
Aufgrund der tribologischen Eigenschaften des Werkstoffes verfestigt sich das Material bei zunehmendem Umformungsgrad und neigt dann zur Rissbildung. Zur Vermeidung dieser Risse war eine besonders gleichmäßige Verformung beim Ausschmieden erforderlich. Darüber hinaus musste das Werkstück während des Herstellungsprozesses wiederholt bei mindestens 750 °C weichgeglüht werden.
Hierbei war aufgrund der niedrigen Schmelztemperatur der Goldlegierung (etwa 960 °C) eine recht genaue Temperaturkontrolle und eine wohldefinierte Aufheizung des Bauteils erforderlich, um ein Aufschmelzen der Oberfläche zu verhindern. Für diesen Vorgang nutzte der bronzezeitliche Handwerker ein Holzkohlefeuer oder einen Ofen, ähnlich den Brennöfen für Töpferwaren, deren Temperatur allerdings nur in Grenzen durch blasebalggestützte Zuführung von Sauerstoff kontrolliert werden konnte. 
Im Rahmen der weiteren Bearbeitung wurde der Goldene Hut von Schifferstadt mit radial verlaufenden Ornamentbändern versehen. Dazu wurde der hohle Innenkörper zwecks Stabilisierung mit einem geeigneten Goldschmiedekitt auf Basis von Baumharz und Wachs gefüllt und das dünne Goldblech von außen durch wiederholtes Aufdrücken von Negativpunzen in der vorliegenden Form strukturiert.

## Verbleib
Der Goldene Hut von Schifferstadt befindet sich im Historischen Museum der Pfalz in Speyer, als Herzstück der bronzezeitlichen Sammlung. Eine Nachbildung ist im Heimatmuseum Schifferstadt vorhanden, eine weitere gibt es im Pfahlbaumuseum Unteruhldingen.

## Sonderbriefmarke
Die Deutsche Bundespost gab am 16. August 1977 unter dem Titel „Archäologisches Kulturgut“ drei Sondermarken heraus. Auf der 30-Pfennig-Marke war der Goldene Hut von Schifferstadt abgebildet.